# حفر موجه

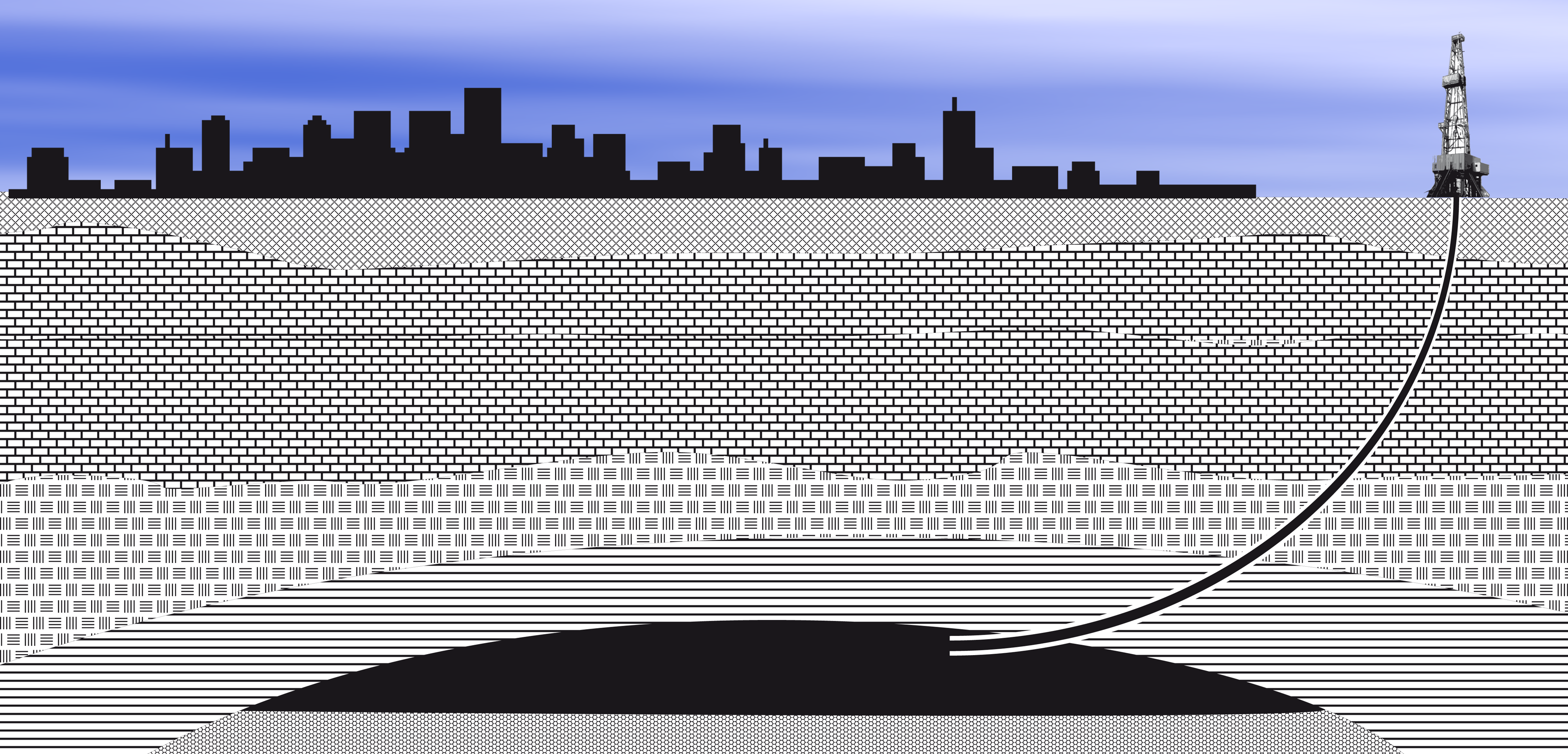
تمثيل لمبدأ الحفر الموجه.

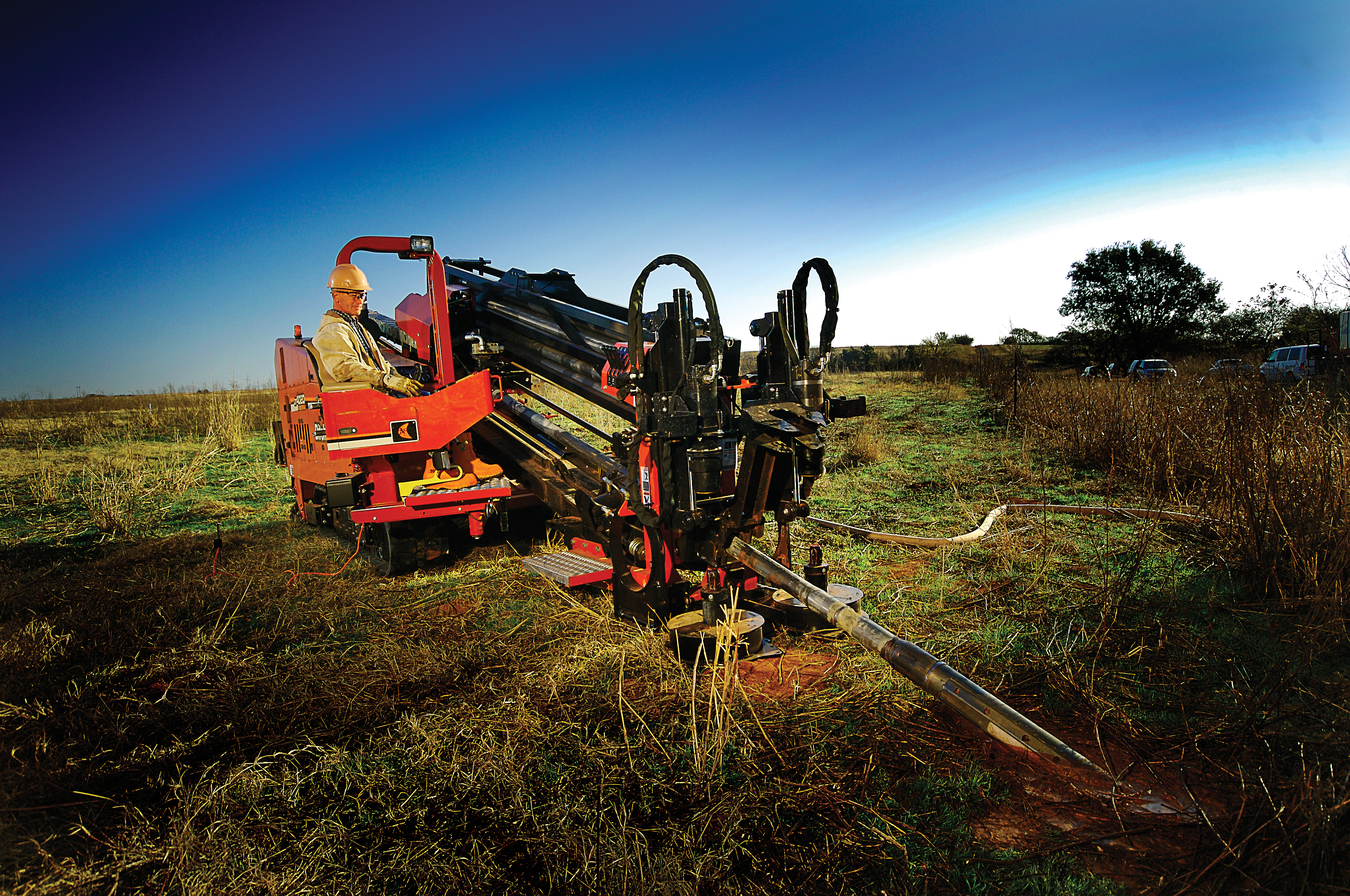
آلة حفر موجه مصغرة.

الحفر الموجَّه أو الحفر الاتجاهي هو إجراء عملية حفر غير شاقولية. عادة ما يكون خيار الحفر الأول هو الحفر الشاقولي، إلا أنه في بعض الأحيان قد يضطر الأمر إلى استخدام أسلوب الحفر الموجه خياراً آخرز. يستخدم الحفر الموجه في استخراج النفط وكذلك في استخراج الميثان من سرير الفحم.